# Giovanni Orelli
Pour les articles homonymes, voir Orelli.
Pour son cousin, poète et traducteur, voir Giorgio Orelli.
Giovanni Orelli, né à Bedretto (canton du Tessin) le 30 octobre 1928 et mort à Lugano (canton du Tessin) le 3 décembre 2016, est un écrivain et poète suisse de langue italienne et de dialecte tessinois.

## Biographie

### Formation et carrière d'enseignant
Giovanni Orelli grandit dans un village au nord du canton du Tessin avec son père Leone Orelli et sa mère Anselmina Forni. Il suit l'école à Locarno et enseigne tout d'abord dans son village natal. Il poursuit ensuite ses études aux universités de Zurich et de Milan où il obtient en 1958 un doctorat en lettres avec une thèse sur des auteurs des XIVe et XVe siècles. Il enseigne alors à l'école secondaire de Lugano et en 1963, il est nommé professeur de littérature italienne au lycée cantonal de Lugano.

### Écrivain
Ses romans les plus connus sont L'Année de l'avalanche, La Fête du remerciement et Le Jeu du Monopoly[réf. nécessaire], mais Giovanni Orelli est aussi connu[réf. nécessaire] pour avoir écrit en tessinois. Les histoires de Giovanni Orelli ont souvent comme sujet le Tessin et ses changements politiques et sociaux, qui menacent les anciennes traditions et la culture de ses habitants.  
Il a fait don de son fonds d'archives aux Archives littéraires suisses à Berne.

### Homme politique
Giovanni Orelli a aussi été membre du Parti socialiste autonome, une dissidence de gauche de la section tessinoise du Parti socialiste suisse. Après la fin de la dissidence, il est député au Grand conseil tessinois entre 1995 et 1999. 

## Distinctions
En 2012, Giovanni Orelli reçoit le grand prix Schiller pour l'ensemble de son œuvre. Il est également lauréat, entre autres, des prix Charles Veillon et Gottfried Keller. Orelli est docteur honoris causa de l'université de Fribourg.

## Publications

### Poésies
- Sant'Antoni dai padü, Scheiwiller, Milan, 1986 (en dialecte de Bedretto)
- Concertino per rane, poésie, Casagrande, Bellinzona, 1990
- Né timo né maggiorana, Marcos y Marcos, Milan, 1995
- L'albero di Lutero, Marcos y Marcos, Milan, 1999
- Un eterno imperfetto, Garzanti, Milan, 2006

### Romans et autres écrits
- Il castagno, Carminati, Locarno, 1961
- L'anno della valanga, Mondadori, Milan, 1965
- La festa del ringraziamento, Mondadori, Milan, 1972
- (avec P. Bianconi et al.) Pane e coltello, cinque racconti di paese, Dadò, Locarno, 1975
- Il giuoco del monopoly, Mondadori, Milan, 1980
- Der lange Winter: eine Erzählung aus den Tessiner Bergen, Benziger Verlag, Zurich, 1983
- Svizzera italiana, Letteratura delle regioni d'Italia, La Scuola, Brescia, 1986
- La Svizzera italiana, in Alberto Asor Rosa, Letteratura italiana, Einaudi, Turin, 1989, p. 885-918
- Il sogno di Walacek, Einaudi, Turin, 1991
- Il treno delle italiane, Donzelli, Rome, 1995
- Di una sirena in parlamento, Casagrande, Bellinzona, 1999
- Farciàm da Punt a Punt : Facezie dell'Alto Ticino, Accordi, Bellinzona, 2000
- Gli occhiali di Gionata Lerolieff, Donzelli, Rome, 2000
- Quartine per Francesco, Interlinea, Novara, 2004
- Da quaresime lontane, Bellinzona, Casagrande, 2006
- Un eterno imperfetto, Garzanti, Milan, 2006

### En traduction française
- L'année de l'avalanche, trad. de l'italien par Christian Viredaz, Ex Libris, Lausanne, 1991
- Le jeu du Monopoly, trad. de l'italien par Claude Haenggli, L'Âge d'homme, Lausanne, 1997
- Le train des Italiennes, trad. par Christian Viredaz, Éditions d'en bas, Lausanne, 1998
- La fête du remerciement, trad. de l'italien par Adrien Pasquali, Revue de Belles-Lettres, 1998, p. 31-36
- Le rêve de Walaceck, trad. de l'italien par Adrien Pasquali, Gallimard, Paris, 1998
- Concertino pour grenouilles, trad. de l'italien par Jean-Claude Berger, La Dogana, Genève 2005,  (ISBN 2-940055-49-1).

- Ni thym ni marjolaine, sonnets, trad. de l'italien par Christian Viredaz, Éditions Empreintes, Chavannes-près-Renens 2015,  (ISBN 978-2-940505-15-9).

- Les Myrtilles du Moléson, trad. de l'italien par Renato Weber, Éditions La Baconnière, Chêne-Bourg (Genève), 2020  (ISBN 978-2-889600-17-5).